# Lepthyphantes neocaledonicus
Lepthyphantes neocaledonicus là một loài nhện trong họ Linyphiidae.
Loài này thuộc chi Lepthyphantes. Lepthyphantes neocaledonicus được Lucien Berland miêu tả năm 1924.